# 1089
Високе Середньовіччя  •  Золота доба ісламу  •  Реконкіста  •  Київська Русь

## Геополітична ситуація
Візантію очолює Олексій I Комнін. Генріх IV є імператором Священної Римської імперії, а Філіп I — королем Франції.
Апеннінський півострів розділений між численними державами: північ належить Священній Римській імперії, середню частину займає Папська область, південна частина півострова окупована норманами. Деякі міста півночі: Венеція, Піза, Генуя, мають статус міст-республік.
Південь Піренейського півострова займають численні емірати, що утворилися після розпаду Кордовського халіфату, почалася окупація Альморавідами. Північну частину півострова займають християнські Кастилія, Леон (Астурія, Галісія), Наварра, Арагон та Барселона. Королем Англії є Вільгельм II Рудий. Олаф III є королем Норвегії, а Олаф I королем Данії.
У Київській Русі княжить Всеволод Ярославич, а у Польщі Владислав I Герман. На чолі королівства Угорщина стоїть Ласло I.
Аббасидський халіфат очолює аль-Муктаді під патронатом сельджуків, які окупували Персію та Малу Азію, в Єгипті владу утримують Фатіміди, у Магрибі панують Альморавіди, у Середній Азії правлять Караханіди, Газневіди втримують частину Індії. У Китаї продовжується правління династії Сун. На півдні Індії домінує Чола. В Японії триває період Хей'ан.

## Події
- Обраний у Террачині папа римський Урбан II увійшов у Рим.
- Англійський король Вільгельм II Рудий успішно вторгся в Нормандію.
- Народне повстання в Хорватії. Повалення короля Звонимира. Почалася боротьба за Хорватію між Угорщиною та Венецією.
- Продовжувалося вторгнення печенігів у Фракію.
- 16-річний Давид Будівельник став царем Грузії.
- Сельджуцький султан Малік-шах взяв Бухару та Самарканд. Караханіди змушені визнати себе васалами сельджуків.

## Померли
- Свята Ірмґардіс, середньовічна німецька свята